# Polythene Pam
«Polythene Pam» (с англ. — «Полиэтиленовая Пэм») — песня группы «Битлз», написанная Джоном Ленноном (авторство приписано Леннону и Маккартни). Песня входит в состав длинного попурри со второй стороны альбома Abbey Road и звучит сразу после предыдущей композиции «Mean Mr. Mustard» (кроме музыкальной, между ними имеется и сюжетная связь: в предыдущей песне упоминается, что у господина Мастарда есть сестра по имени Пэм). В конце песня без паузы переходит в следующую композицию «She Came In Through the Bathroom Window» (обе эти композиции записывались как единое целое).

## История песни
Песня была написана Джоном Ленноном во время пребывания группы в Индии и изначально планировалась ко включению в «Белый альбом». Демоверсия песни была записана в мае 1968 года в доме Джорджа Харрисона в Эшере (данная версия позже была опубликована на альбоме Anthology 3; в ней имеются небольшие отличия в тексте и гармониях). В фильме «Антология The Beatles» Леннон отозвался об этой песне (вместе с предшествующей композицией «Mean Mr. Mustard») как о «небольшой чепухе, которую я написал в Индии».
Песня повествует о ливерпульской проститутке со своеобразным фетишем — одеваться с использованием полиэтиленовых пакетов. Песня исполняется с сильным ливерпульским акцентом.
К источникам вдохновения для этой песни исследователи творчества «Битлз» причисляют две истории. Первая связана с ранней ливерпульской фанаткой группы Пэт Доусон (урождённая Ходжетт), которая имела привычку есть полиэтилен. С её слов:

Я стала посещать выступления «Битлз» в 1961 году, когда мне было 14, и я довольно близко сошлась с ними. Если они выступали за городом, они подбрасывали меня домой на своём фургоне. Примерно в то же время меня стали называть Полиэтиленовой Пэт. Это действительно неловкая ситуация, но я просто привыкла есть полиэтилен всё время. Я завязывала его в узелки и ела. Иногда я даже могла поджигать его и есть, когда он остынет. Потом я нашла друга, который работал на фабрике по производству полиэтиленовых пакетов, — и это было замечательно в том смысле, что теперь у меня был постоянный запас.
Оригинальный текст (англ.)I started going to see The Beatles in 1961 when I was 14 and I got quite friendly with them. If they were playing out of town they'd give me a lift back home in their van. It was about the same time that I started getting called Polythene Pat. It's embarrassing really. I just used to eat polythene all the time. I'd tie it in knots and then eat it. Sometimes I even used to burn it and then eat it when it got cold. Then I had a friend who got a job in a polythene bag factory, which was wonderful because it meant I had a constant supply.
— 
Вторая история связана с подружкой английского поэта-битника Ройстона Эллиса (Royston Ellis), с которым «Битлз» выступали совместно в июне 1960 года. После этого группа поддерживала с Эллисом дружеские отношения на протяжении нескольких лет. В августе 1963 года Леннон пережил примечательный эпизод с Эллисом и его подружкой Стефани. Леннон вспоминает эту историю следующим образом:

Я помню небольшое происшествие с одной женщиной в Джерси и с парнем, являвшимся британским ответом Аллену Гинзбергу, который свёл нас. Всё это — длинная история, всех деталей не опишешь. Видите ли, любая деталь заставляет вспоминать новые удивительные детали. Я встретился с ним во время концертного тура, и он отвёл меня в свою квартиру. У меня была девушка, но он хотел, чтобы я встретился с его подружкой. Он сказал, что она одевается в одежду из полиэтилена, которую она сама изготовила. Она не носила ботфорты и килты, это я уже слегка развил тему. Извращённый секс в полиэтиленовом пакете. Просто поиск чего-то, о чём можно было бы потом написать.
Оригинальный текст (англ.)That was me, remembering a little event with a woman in Jersey, and a man who was England's answer to Allen Ginsberg, who gave us our first exposure - this is so long - you can't deal with all this. You see, everything triggers amazing memories. I met him when we were on tour and he took me back to his apartment and I had a girl and he had one he wanted me to meet. He said she dressed up in polythene, which she did. She didn't wear jackboots and kilts, I just sort of elaborated. Perverted sex in a polythene bag. Just looking for something to write about.
— 
На самом деле этот эпизод произошёл в Сент-Питер-Порте (остров Гернси) после концерта «Битлз» 6 августа 1963 года. Ройстон Эллис и Стефани пригласили Леннона на свою съёмную квартиру, где все трое надели полиэтилен и провели ночь в одной постели из любопытства к извращённому сексу. Сам Эллис так описал этот эпизод:

Мы читали про все эти фетиши с кожей, но кожи у нас не было. Однако, у меня была тонкая клеёнка и немного полиэтиленовых пакетов. Мы все надели их; в постели мы тоже были в них. Джон провёл ночь вместе с нами на одной кровати. Не думаю, что произошло что-либо действительно захватывающее; мы все потом удивлялись, в чём заключается забавность таких «извращений». Вероятно, всё это было скорее моей идеей, чем Джона.
Оригинальный текст (англ.)We'd read all these things about leather and we didn't have any leather but I had my oilskins and we had some polythene bags from somewhere. We all dressed up in them and wore them in bed. John stayed the night with us in the same bed. I don't think anything very exciting happened and we all wondered what the fun was in being 'kinky'. It was probably more my idea than John's.
— 

## Запись песни
Работа над песней началась ещё в январе 1969 года во время студийных сессий, посвящённых рабочему альбому «Get Back», однако записанные тогда дубли не были как-либо использованы.
Студийная работа над окончательной версией песни (одновременно с её продолжением «She Came In Through the Bathroom Window») началась 25 июля 1969 года в студии «Эбби Роуд». В этот день было записано 39 дублей базового ритм-трека, после чего отдельно перезаписаны партии баса, ударных и основного вокала. 28 и 30 июля был записан ряд дополнительных партий.
В записи участвовали:
- Джон Леннон — дважды записанный и сведённый основной вокал, подголоски, 12-струнная акустическая гитара
- Пол Маккартни — дважды записанный и сведённый основной вокал, подголоски, бас-гитара, соло-гитара, пианино, электрическое пианино
- Джордж Харрисон — подголоски, соло-гитара
- Ринго Старр — ударные, бубен, маракас, ковбелл

## Кавер-версии
- Кавер-версия песни в исполнении Роя Вуда и Electric Light Orchestra звучит в музыкальном документальном фильме «Всё это и Вторая мировая война» (All This and World War II).
- Американский исполнитель Адам Горен[англ.] записал кавер-версию песни для своего альбома Making Love (1999 год) с изменённым текстом и под названием «P.P. (Doo-Doo)».

## Примечание
1. ↑  Поскольку композиции «Polythene Pam» и «She Came In Through the Bathroom Window» записывались как единое целое, Иэн Макдональд приводит лишь сводные данные о том, кто на чём играл (по отношению к обоим композициям одновременно). Данное описание, таким образом, относится не конкретно к композиции «Polythene Pam», а к ней вместе с «She Came In Through the Bathroom Window» в целом.